# Callithrix intermedia
Mico intermedia là một loài động vật có vú trong họ Cebidae, bộ Linh trưởng. Loài này được Hershkovitz mô tả năm 1977.

## Hình ảnh

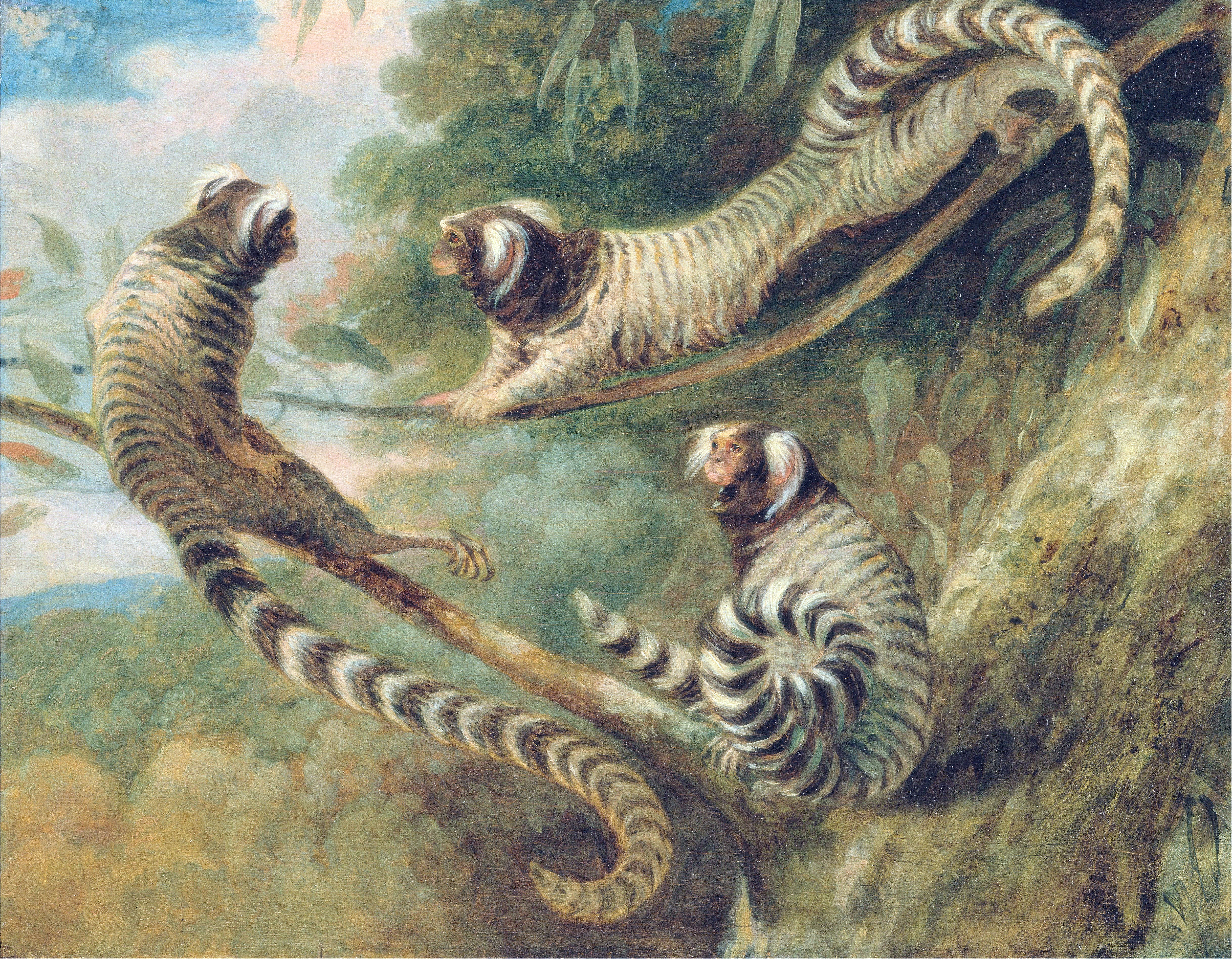
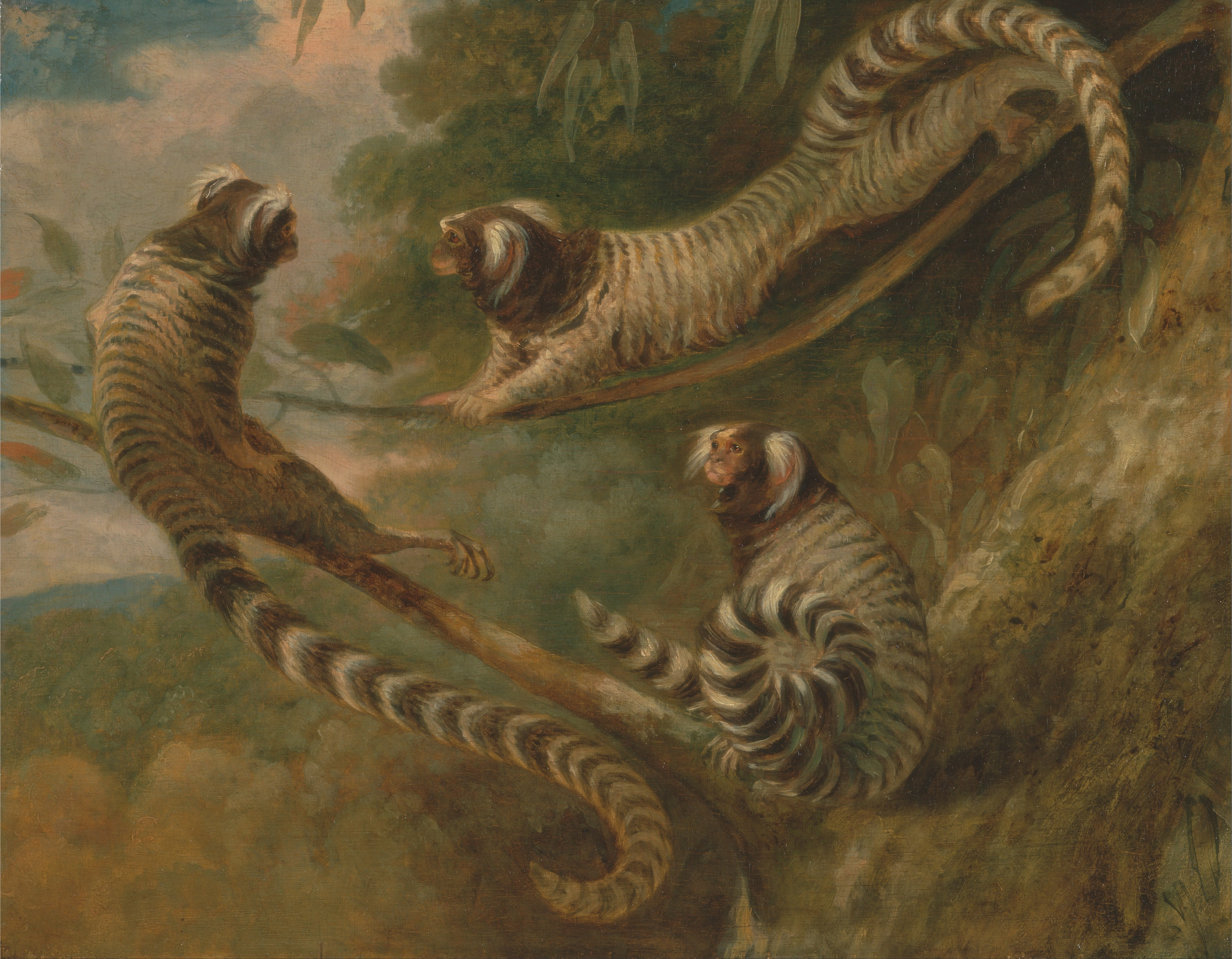